# Василіанська академія
Василіанська академія (рум. Academia Vasiliană) — історичний навчальний заклад в Молдавському князівстві. Перший вищий навчальний заклад на території Румунії. Заснований Василем Лупулом в Яссах в 1634 як колегіум, що набув статусу академії в 1640 році. Василіанська академія була заснована за прикладом Києво-Могилянської академії, звідки прийшла частина викладачів, як вища школа латинських та слов'янських мов. Академія перестала існувати в 1653 році після смерті Василя Лупула.